# Karl Isbert
Karl Isbert, född 17 maj 1864 i Berlin, död 13 april 1946 i Degerloch, var en preussisk officer och generalmajor under första världskriget.
Från 1914 till 1916 var han befälhavare för 3:e lothringska fältartilleriregementet nr 69 stationerat i St. Avold med rang av överste. Från 1916 till 1919 var han avdelningschef vid Artilleriprovningskommissionen.